# Atrochromadora parva
Atrochromadora parva är en rundmaskart som först beskrevs av De Man 1893.  Atrochromadora parva ingår i släktet Atrochromadora och familjen Chromadoridae. Arten är reproducerande i Sverige. Inga underarter finns listade i Catalogue of Life.